# 占纳
占纳（1892年5月27日—1954年11月7日），1953年到1954年任第二任柬埔寨首相。